# 柯克蘭章克申 (亞利桑那州)
柯克蘭章克申（英語：Kirkland Junction）是位於美國亞利桑那州亞瓦派縣的一個非建制地區。該地的面積和人口皆未知。

## 地理
柯克蘭章克申的座標為34°22′09″N 112°39′55″W / 34.36917°N 112.66528°W，而該地的平均海拔高度為1251米（即4104英尺）。